# 해금강테마박물관
해금강테마박물관은 대한민국 경상남도 거제시에 위치한 박물관이다.
명사초등학교 해금강 분교가 있던 곳을 새로 조성한 뒤 2005년 개관했다. 일제강점기, 한국 전쟁 등 한국 근현대사에 대한 유물들을 전시하고 있다.